# Mîhailivka, Dîkanka
Mîhailivka (în ucraineană Михайлівка) este un sat în comuna Stasi din raionul Dîkanka, regiunea Poltava, Ucraina.

## Demografie
Componența lingvistică a localității Mîhailivka
     Ucraineană (93,47%)
     Rusă (6,53%)
Conform recensământului din 2001, majoritatea populației localității Mîhailivka era vorbitoare de ucraineană (93,47%), existând în minoritate și vorbitori de rusă (6,53%).